# Seeschlacht in der Straße von Badung
1. Borneo – Tarakan – Celebes – Balikpapan (See) – Balikpapan (Land) – West-Borneo – Samarinda (Ost-Borneo) – Banjarmasin (Süd-Borneo) – Ambon – Straße von Makassar – Sumatra – Palembang – Badung – Timor – Bali – Riau-Inseln – 1. Javasee – Sundastraße – Java – 2. Javasee – Niederländisch-Neuguinea – Kleine Sundainseln – Molukken – 2. Borneo
Die Schlacht in der Straße von Badung war eine Seeschlacht im Zweiten Weltkrieg während des Pazifikkrieges, die in der Nacht vom 19. Februar auf den 20. Februar 1942 zwischen den US-amerikanisch-britisch-niederländisch-australischen Verbänden (ABDACOM) und der Kaiserlich Japanischen Marine ausgetragen wurde. Im Verlauf des Kampfes besiegten die japanischen Zerstörer die ihnen zahlenmäßig weit überlegenen alliierten Kräfte, wobei die japanischen Streitkräfte zusätzlich noch zwei Transporter beschützen mussten. Während der Kampfhandlungen wurde der niederländische Zerstörer Piet Hein von den japanischen Seestreitkräften versenkt.

## Hintergrund
Am 18. Februar 1942 war ein Bataillon der 48. Division des japanischen Heeres auf Bali gelandet.
Admiral Doormans Verbände waren um Indonesien stationiert. Die Invasion auf Bali konnte er nicht ignorieren, da sie den Japanern einen Flughafen innerhalb der Reichweite der ABDA-Marine-Basis verschaffte, alle verfügbaren Schiffe wurden deshalb nach Bali in Marsch gesetzt.

## Verlauf
Die ersten alliierten Kräfte, die eintrafen, waren die U-Boote Seawolf und Truant. Beide attackierten den japanischen Konvoi, verursachten jedoch keinen Schaden und mussten schließlich wegen Wasserbombenangriffen abdrehen. Später an diesem Tag griffen 20 Flugzeuge der United States Army Air Forces die Schiffe an, konnten jedoch nur den Transporter Sagami Maru beschädigen. Die Japaner waren sich der Gefahr bewusst, dass der Konvoi wiederum angegriffen werden könnte, deshalb zogen sie sich schnellstmöglich nach Norden zurück. Der Leichte Kreuzer Nagara und drei Zerstörer (Wakaba, Hatsushimo und Nenohi) der Hatsuharu-Klasse waren zu weit entfernt und nahmen am Geschehen nicht teil. Die letzten Schiffe, die den Hafen verließen, waren die beiden Transporter, beide von je zwei Zerstörern eskortiert.
Die erste alliierte Gruppe, die aus den Kreuzern De Ruyter und Java und den Zerstörern John D. Ford, Pope und Piet Hein bestand, sichtete die Japaner um ca. 22 Uhr in der Straße von Badung und eröffnete um 22:25 Uhr das Feuer. Dieser Angriff verursachte keine Schäden, und die zwei holländischen Kreuzer liefen weiter nach Nordosten, um den Zerstörern freie Hand beim Einsatz von Torpedos zu lassen. Um 22:40 Uhr jedoch traf ein japanischer Torpedo von der Asashio die Piet Hein und versenkte das Schiff. Asashio und Ōshio griffen daraufhin die USS Pope und die USS John D. Ford an und zwangen die beiden amerikanischen Zerstörer, nach Südosten abzudrehen, anstatt den Kreuzern nach Nordosten zu folgen.
In der Dunkelheit verwechselten sich Asashio und Oshio gegenseitig mit feindlichen Schiffen und feuerten etwa fünf Minuten aufeinander, ohne Schaden zu verursachen.
Etwa drei Stunden später erreichte die zweite Gruppe ABDA-Schiffe, der Kreuzer Tromp und die Zerstörer John D. Edwards, Parrott, Pillsbury und Stewart, die Straße von Badung. Um 1:36 Uhr schossen die Zerstörer Torpedos ab, richteten jedoch keinen Schaden an. Daraufhin schlugen die beiden japanischen Zerstörer zurück. Die Tromp wurde stark beschädigt und musste später für Reparaturen nach Australien zurückkehren, konnte ihrerseits jedoch auch die beiden japanischen Schiffe treffen, wobei vier Matrosen auf der Asashio und sieben auf der Oshio getötet wurden. Die Schiffe jedoch nahmen nur leichten Schaden.
Konteradmiral Kubo Kyuji befahl daraufhin der Arashio und der Michishio, die beiden Zerstörer zu unterstützen; gegen 2:20 Uhr griffen sie in das Gefecht ein. Die Michishio wurde von den alliierten Zerstörern getroffen, wobei 13 Mann getötet und 83 verletzt wurden. Das Schiff verlor Geschwindigkeit und musste abgeschleppt werden. Die beiden Schiffsgruppen drehten ab, womit das Gefecht beendet war. Die dritte ABDA Gruppe – sieben Schnellboote – erreichte die Straße von Badung gegen 6:00 Uhr, fand jedoch keine japanischen Schiffe mehr vor.

## Auswirkungen
Die Schlacht war ein wichtiger Sieg für die Japaner. Kaigun-shōsa (Korvettenkapitän) Gorō Yoshii (Asashio) und Kaigun-chūsa (Fregattenkapitän) Kiyoshi Kikkawa (Ōshio) hatten die deutlich überlegene alliierte Flotte besiegt, den Zerstörer Piet Hein versenkt, den Kreuzer Tromp stark beschädigt, selbst wenig Schaden erlitten und erfolgreich die beiden Transportschiffe verteidigt. Balis Garnison von etwa 600 indonesischen Milizionären leistete den Japanern keinen Widerstand und der Flugplatz wurde unbeschädigt eingenommen. Die Japaner führten ihren Krieg im Pazifik weiter und eroberten vom 20. Februar bis zum 23. Februar Timor. Die ABDA-Kräfte, die an den Ereignissen in der Straße von Badung beteiligt gewesen waren, wurden in der Schlacht in der Javasee geschlagen, wobei die niederländischen Kreuzer Java und De Ruyter versenkt wurden und Admiral Doorman getötet wurde. Die Tromp entkam diesem Schicksal, da das Schiff zur Reparatur nach Australien geschickt worden war. Der Zerstörer Stewart wurde in Surabaja auf Strand gesetzt, wo er von den Japanern erobert und sodann in deren Dienst gestellt wurde.